# Favole friulane
Le favole rappresentano uno degli elementi che accomunano culturalmente il popolo friulano. 

La gente, nei secoli passati, ma anche nei momenti di difficoltà (esemplare è stato il periodo post-terremoto del 1976) ritrova il senso della comunità rimettendo insieme i ricordi e le tradizioni, e quindi anche i racconti che i vecchi hanno tramandato oralmente.

La posizione geografica della Regione, al confine con l'Austria e la Slovenia, ha storicamente posto il Friuli in condizione sia di subire innumerevoli invasioni straniere, sia di porre al popolo friulano condizioni favorevoli per emigrare negli stati limitrofi, anche stagionalmente. Ogni popolo, nel suo passaggio sul territorio friulano, ha lasciato tracce di culture diverse che si ritrovano anche nelle fiabe. In particolare molte favole friulane riecheggiano le più famose fiabe della tradizione germanica e nordica.

L'universo delineato dalla fantasia friulana è molto variegato, intimamente connesso alla realtà geografica, quindi legato alla terra, ai monti e alle grotte, fino al mare.

## Protagonisti
I protagonisti sono gli animali, gli esseri mitici (gnomi, folletti, agane; orchi). 

Un filone appartiene alle fiabe religiose, per lo più legate al tema dell'aldilà. Protagonisti ricorrenti sono il Signore e San Pietro.

Le fiabe storiche nascono da luoghi e personaggi storici, tra queste spiccano quelle dedicate ad Attila, che alla testa degli Unni calò sulla pianura friulana e distrusse Aquileia.

Esiste anche un filone di racconti satirici, per lo più utilizzati in occasioni propizie alla narrazione di storie allegre, alcune legate alla vita paesana e ai personaggi ridicoli che la popolano. Nei racconti della pianura, è ricorrente la ridicolizzazione dei carnici, che con semplicità e ingenuità scendono a valle dalle montagne e hanno difficoltà a districarsi nella vita della “più evoluta” pianura.

## Raccolte
Le favole friulane vengono raccontate in forme diverse a seconda del territorio da cui provengono ed inoltre ciascun territorio ha le proprie specificità. Le fiabe di animali sono particolarmente diffuse nella val Resia, mentre nel resto del territorio sono scarse.
La narrativa popolare friulana è prevalentemente legata alla tradizione orale, tuttavia nel tempo, vari raccoglitori di fiabe hanno contribuito a far conoscere le fiabe friulane.
Caterina Percoto fu la prima raccoglitrice e rielaboratrice della narrativa popolare friulana e pubblicò nel 1863 Racconti, una raccolta di favole friulane.
Dolfo Zorzut tra il 1924 e il 1927 pubblicò per la Società filologica friulana Sot la nape..(I racconti del popolo friulano).
Italo Calvino nel 1956 pubblicò una storica raccolta di 200 fiabe popolari, le Fiabe italiane, che includono alcuni racconti della tradizione friulana:
- II bambino nel sacco
- Quaquà! Attaccati là!
- La camicia dell'uomo contento
- Una notte in Paradiso
- Gesù e San Pietro in Friuli

L'editore Chiandetti, a cura di Achille Tellini, tra il 1997 e il 2002 ha pubblicato una raccolta di fiabe friulane divise per territorio. Il risultato è stato una raccolta di 182 racconti suddivisi in cinque territori:
- Aquileia
- Canale del Ferro
- Cividale e Abbazia di Rosazzo
- Latisana e Portogruaro
- Laguna di Grado e Marano